# Cylindera unipunctata
Cylindera unipunctata es una especie de escarabajo del género Cylindera, tribu Cicindelini, familia Carabidae. Fue descrita científicamente por Fabricius en 1775.
Se distribuye por Estados Unidos y México. La especie se mantiene activa durante todos los meses del año excepto en febrero, marzo y diciembre.